# Parachernes plumosus
Parachernes plumosus es una especie de arácnido del orden Pseudoscorpionida de la familia Chernetidae.

## Distribución geográfica
Se encuentra en Brasil, Ecuador y Venezuela.